# William Stuart (Politiker, 1798)
William Stuart (31. Oktober 1798; † 7. Juli 1874) war ein britischer Politiker, der dreimal als Abgeordneter für das House of Commons gewählt wurde.

## Herkunft und Ausbildung
William Stuart entstammte einer alten Seitenlinie der Familie Stuart. Er war der älteste Sohn von William Stuart, Erzbischof von Armagh und dessen Frau Sophia Penn. Er verbrachte einen Großteil seiner Kindheit im irischen Armagh und studierte 1815 am St John’s College in Cambridge.

## Protegé seines Vaters
Stuarts Vater, der anglikanische Erzbischof von Armagh, erreichte vor der britischen Unterhauswahl 1818 als Gegenleistung für seine Zustimmung zu einer Wahlvereinbarung in Armagh, dass sein Sohn William 1820 in das House of Commons gewählt oder nachrücken würde. Tatsächlich wurde bei der Unterhauswahl 1820 der gerade volljährig gewordene William als Abgeordneter gewählt. Sein Vater wies ihn ausdrücklich an, als Abgeordneter von Armagh nur die Interessen der Church of England und damit der Regierung zu vertreten. Parteipolitik und persönliche Interessen sollte er zurückstellen. Tatsächlich stimmte Stuart meistens als loyaler Unterstützer für die Regierung, zum Beispiel gegen Gesetze zur Katholikenemanzipation. 1826 befürwortete er die Aufhebung der Sklaverei. Wohl durch Vermittlung seines Vaters hielt Stuart spätestens ab 1821 zusammen mit Sir John Robinson, dem Neffen des früheren Erzbischofs von Armagh Richard Robinson, das Amt des Registrar des Nachlassgerichts von Irland. Dieses Amt war eine Sinekure, dessen Aufgaben Stuart durch Stellvertreter erledigen ließ. Nach dem Tod von Robinson 1832 wurde Stuart einziger Amtsinhaber. Er hatte durch dieses Amt jährliche Einkünfte von über £ 1000, bis es 1857 abgeschafft wurde.

## Weitere politische Tätigkeit
Nach dem Tod seines Vaters 1822 erbte Stuart dessen Haus in London und Landbesitz in Sutton Cheney bei Market Bosworth. Nach dem Testament seines Vaters sollte er dazu nach dem Tod seiner Mutter, die allerdings erst 1853 starb, von dem Vermögen seines Vaters £ 20.000 erhalten. 1825 erwarb Stuart für £ 64.000 von der Familie Payne Tempsford Hall und Grundbesitz in Bedfordshire. Anscheinend versuchte er, für die nächste Unterhauswahl 1826 die Unterstützung seines Cousins, des 2. Marquess of Bute zu erhalten, um als Kandidat der Conservative Party für Bedfordshire zu kandidieren. Bute unterstützte jedoch bereits die Kandidatur von Sir Robert Inglis, die jedoch erfolglos blieb. Damit schied Stuart 1826 aus dem House of Commons aus. Bute ernannte ihn 1828 zum offiziellen Recorder von Banbury. Bei der Unterhauswahl im August 1830 konnte Stuart dann als Kandidat der Conservative Party erfolgreich für Bedfordshire kandidieren, nachdem der bisherige Abgeordnete Thomas Macqueen auf eine erneute Kandidatur verzichtet hatte. Im House of Commons war Stuart ein Bewunderer von Premierminister Wellington, wobei er sich jedoch parteipolitisch nicht festlegen wollte. Er setzte sich für die Abschaffung der Corn Laws und weiter für die Aufhebung der Sklaverei ein, gehörte aber zu den Gegnern einer Wahlrechtsreform. 1831 stimmte er mehrfach Gesetze des neuen Premierministers Lord Grey. Vor der Unterhauswahl 1831 versprach er, sich nur für kleinere Reformen im Wahlrecht einzusetzen. Obwohl er etwa £ 4000 für den Wahlkampf ausgegeben hatte, verlor er die Wahl im Mai gegen Peter Payne. Stuart blieb aber weiter politisch in Bedfordshire aktiv. Er wurde Hauptmann der Miliz und kandidierte bei der Unterhauswahl im Dezember 1832 erneut als Kandidat der Conservative Party für Bedfordshire. Bei dieser Wahl wurde er als Abgeordneter gewählt, doch er hatte für den Wahlkampf über £ 11.000 aufgewendet. Deshalb musste er sich beim Marquess of Bute verschulden und auf seine Besitzungen in Tempsford eine Hypothek von £ 40.000 aufnehmen. Aufgrund seiner angeschlagenen Gesundheit kandidierte er nach der Auflösung des House of Commons im Dezember 1834 nicht erneut. Von 1846 bis 1847 diente er als Sheriff von Bedfordshire. 

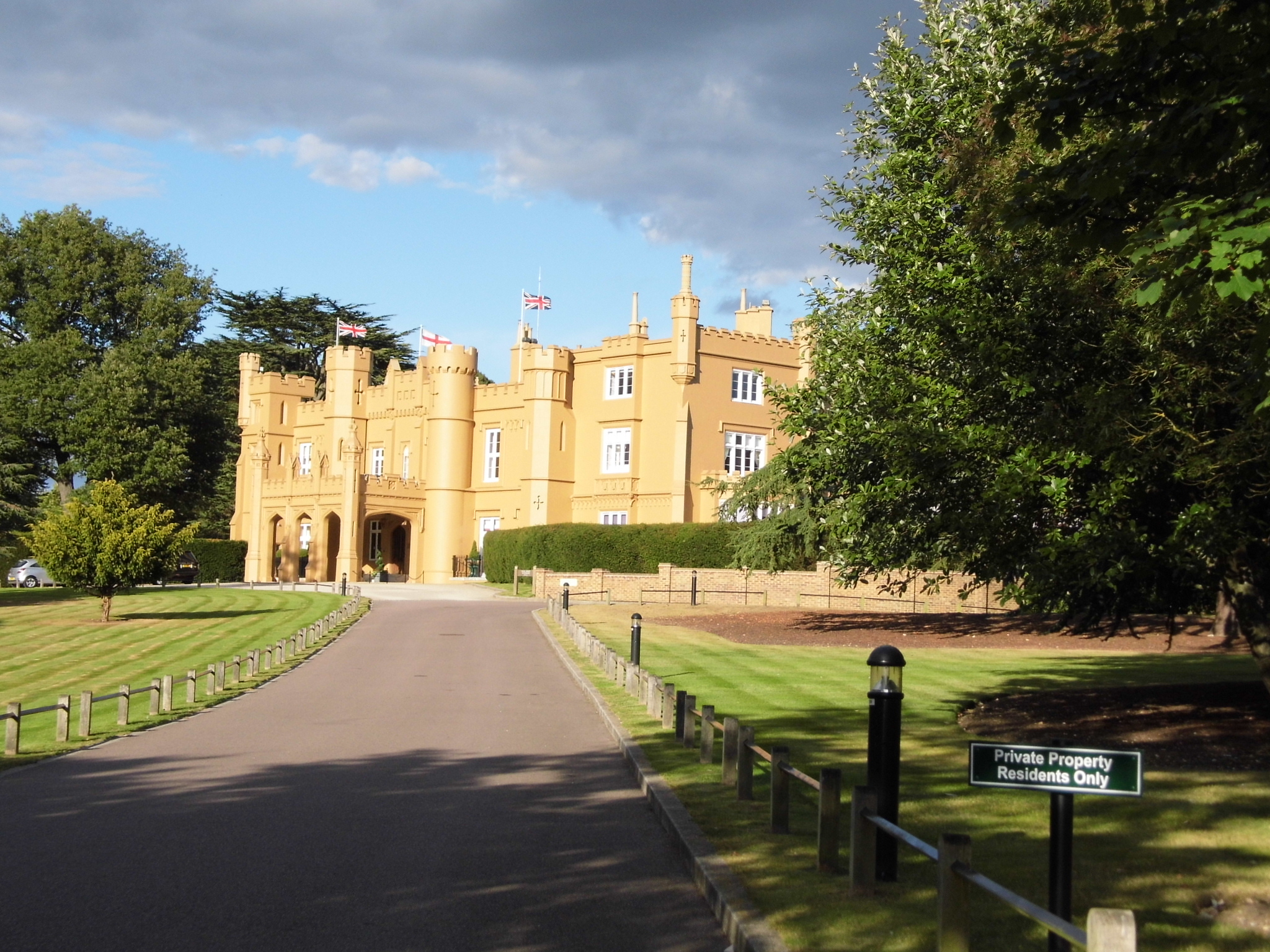
Aldenham Abbey (auch Wall Hall genannt), der Landsitz von William Stuart

Stuarts jüngerer Bruder Henry und sein ältester Sohn William wurden später ebenfalls als Abgeordnete für Bedfordshire gewählt. Stuart dagegen zog sich auf seinen Landsitz Aldenham Abbey in Hertfordshire zurück, während er Tempsford seinem ältesten Sohn William vermachte.
William Stuart gehörte 1847 zusammen mit seinem Bruder Henry zu den Gründern der Freimaurerloge Stuart Lodge in Kempston und wurde ihr erster Meister vom Stuhl.

## Familie und Nachkommen
Stuart hatte am 8. August 1821 in erster Ehe Henrietta Pole, eine Tochter von Sir Charles Pole und dessen Frau Henrietta Goddard geheiratet. Sein Schwiegervater gab ihnen ein Treuhandvermögen von £ 40.000, dazu versprach er Stuart eine jährliche Pension von £ 1000, während seine Frau von ihrem Vater jährlich weitere £ 2000 erhielt. Nach dem Tod von Charles Pole erbte seine Frau dessen Landsitz Aldenham Abbey. Mit ihr hatte er drei Söhne und drei Töchter, darunter:
- Louisa Pole Stuart († 1858) ⚭ Oliver Ridley
- Mary Pole Stuart (1823–1852) ⚭ Jonathan Rashleigh
- William Stuart (1825–1893)
- Charles Pole Stuart (1826–1896)

Nach dem Tod seiner Frau 1853 heiratete er am 31. August 1854 in zweiter Ehe Georgina Walker, eine Tochter Frederick Walker und dessen Frau Annabelle Cane. Die Ehe blieb kinderlos. In seinem Testament hinterließ er seiner zweiten Frau, die später den 9. Earl of Seafield heiratete, £ 5000, während er fast seinen gesamten Besitz seinem ältesten Sohn William vermachte.